# Fundación Vargas-Zúñiga
La "Fundación Vargas-Zúñiga y Pérez-Lucas" fue creada el 22 de marzo de 2000 por José María Vargas-Zúñiga Ledesma y María Dolores Pérez-Lucas Alba. Está clasificada como "Fundación Benéfico-Asistencial". Su sede se encuentra en Salamanca.

## Objetivos
Esta fundación tiene por objeto la realización de fines de asistencia social, educativos, culturales y científicos, de fomento de la economía y de la investigación práctica, para sectores del campo o de la industria.

## Patronos
- Presidente: Don José María Vargas-Zúñiga Ledesma.
- Vicepresidente: Doña María Dolores Pérez-Lucas Alba.
- Patrono: Don Jesús Málaga Guerrero.
- Patrono: Don Alberto Estella Goytre.
- Patrono: Don Julio Rodríguez García.

## Actividades
Hasta la fecha, entre otras actividades, esta fundación ha patrocinado diferentes certámenes literarios de relatos cortos, ha concedido becas de estudios y ha patrocinado actividades en la "Casa de la Cultura José María Vargas-Zúñiga" de Ribera del Fresno (Badajoz) así como otras aportaciones a la "Biblioteca José María Vargas-Zúñiga" de la Universidad Pontificia de Salamanca.